# Xã Spruce Creek, Quận Huntingdon, Pennsylvania
Xã Spruce Creek (tiếng Anh: Spruce Creek Township) là một xã thuộc quận Huntingdon, tiểu bang Pennsylvania, Hoa Kỳ. Năm 2010, dân số của xã này là 240 người.